# Pelargonium glutinosum
Pelargonium glutinosum là một loài thực vật có hoa trong họ Mỏ hạc. Loài này được (Jacq.) L'Hér. mô tả khoa học đầu tiên.

## Hình ảnh

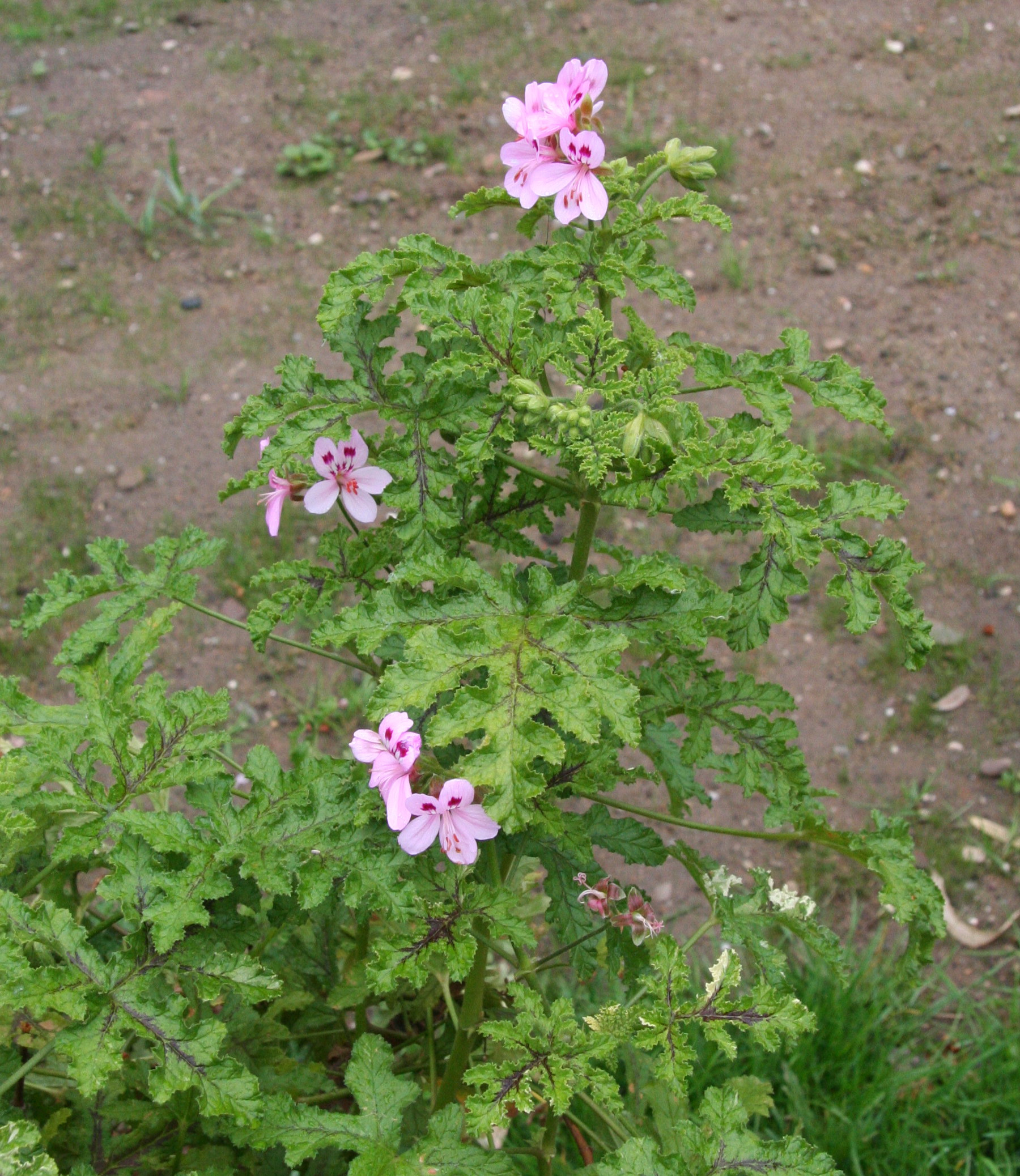
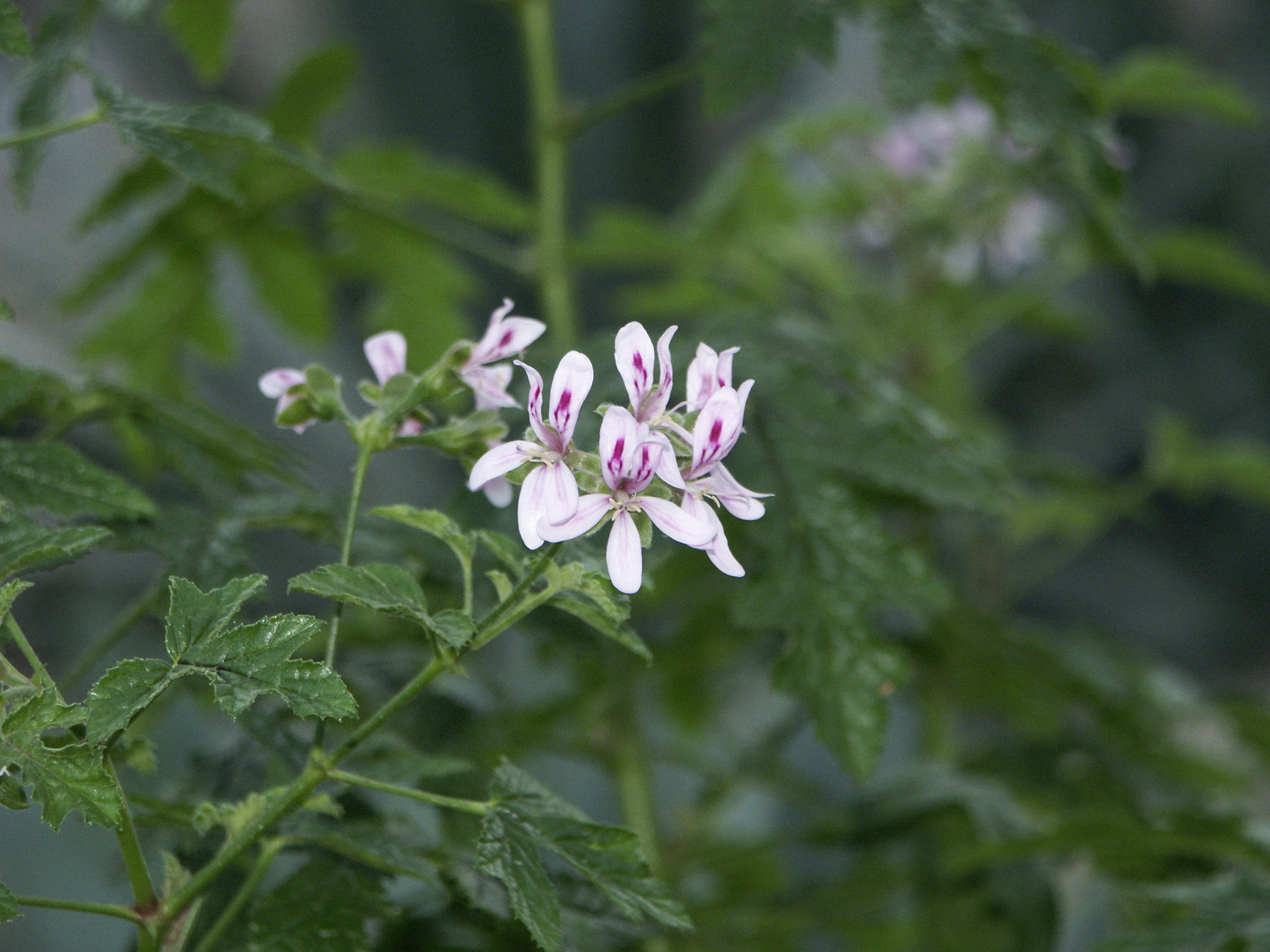
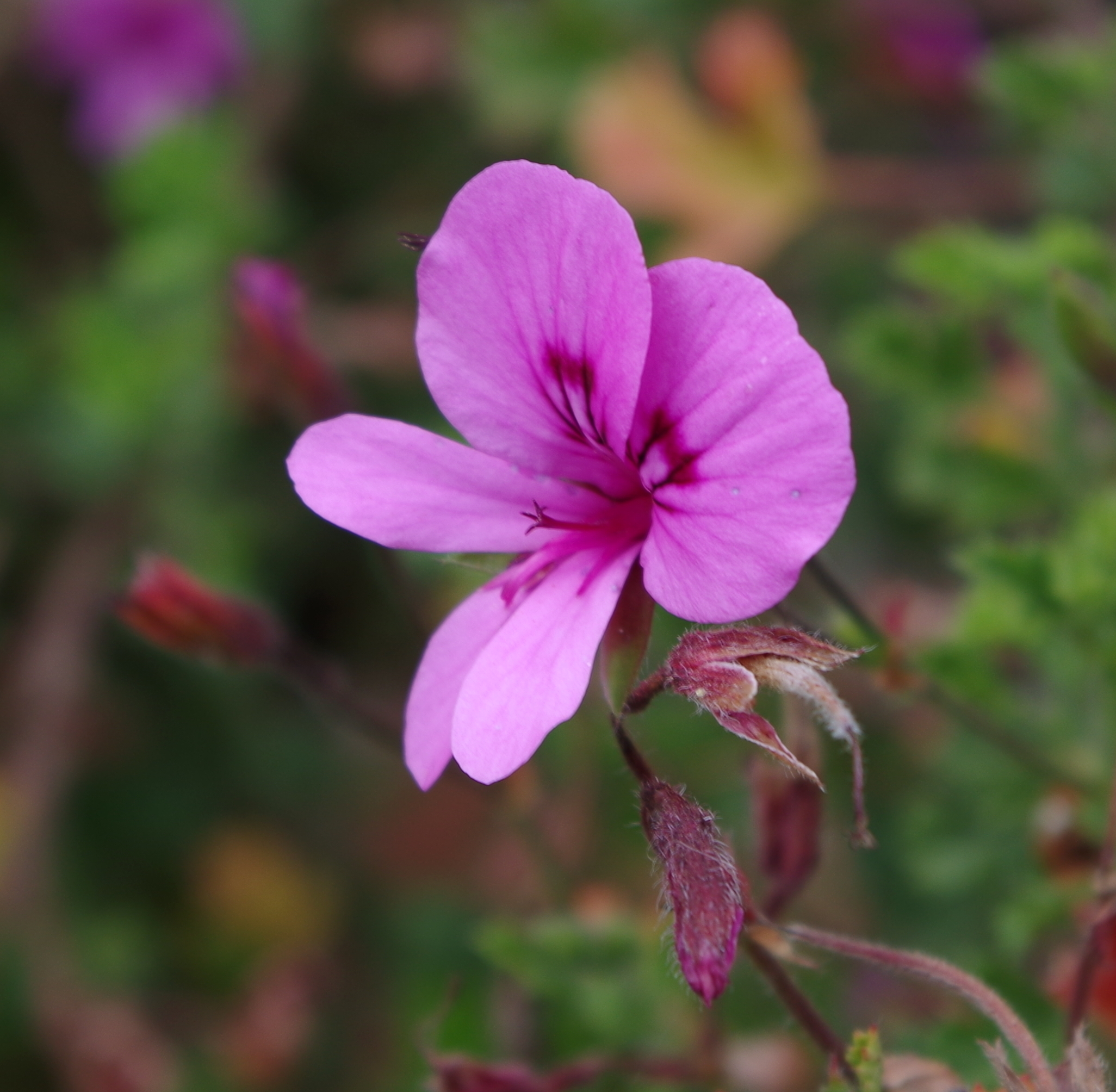
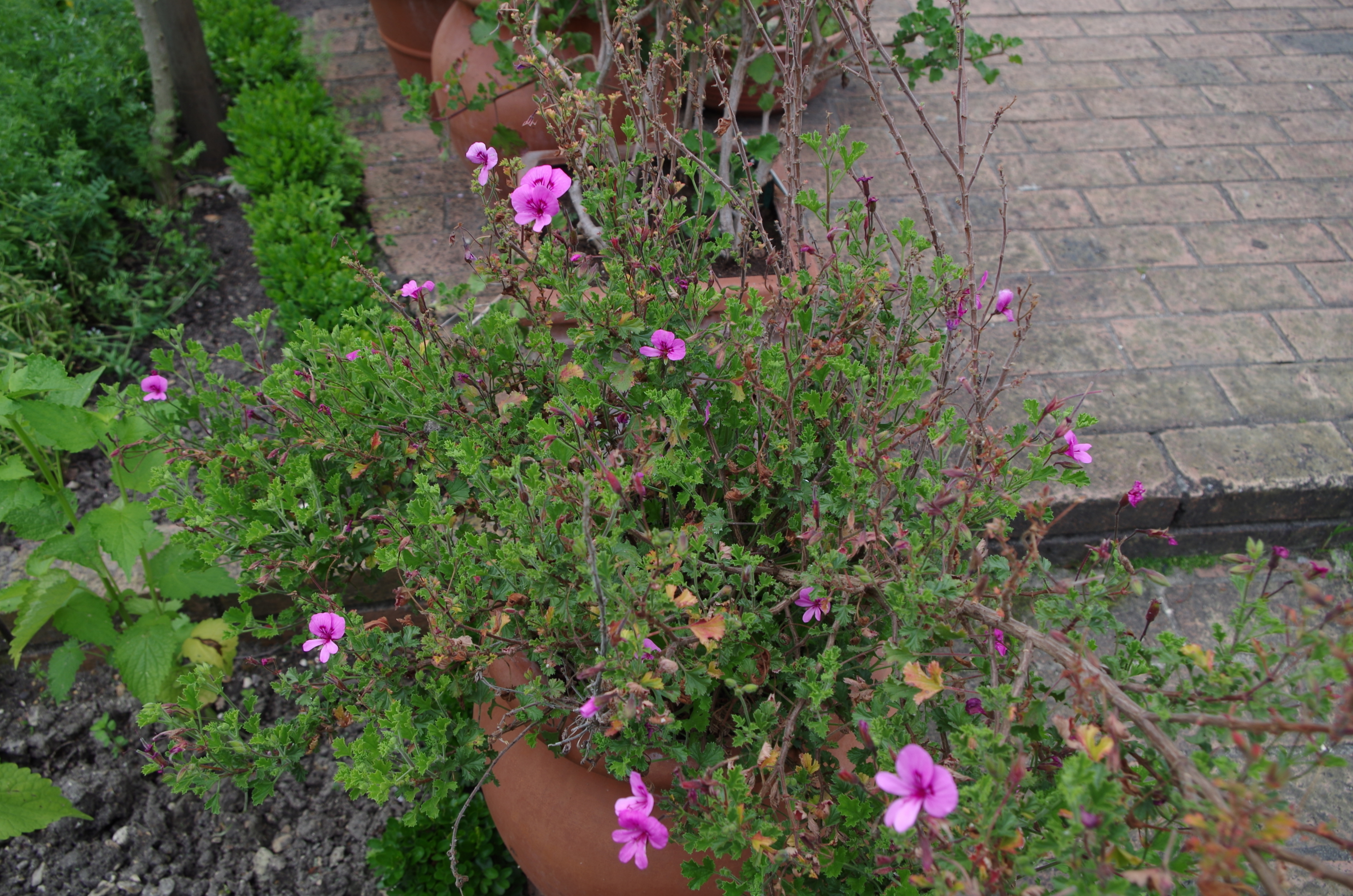